# Sint-Martinuskerk (Haringe)

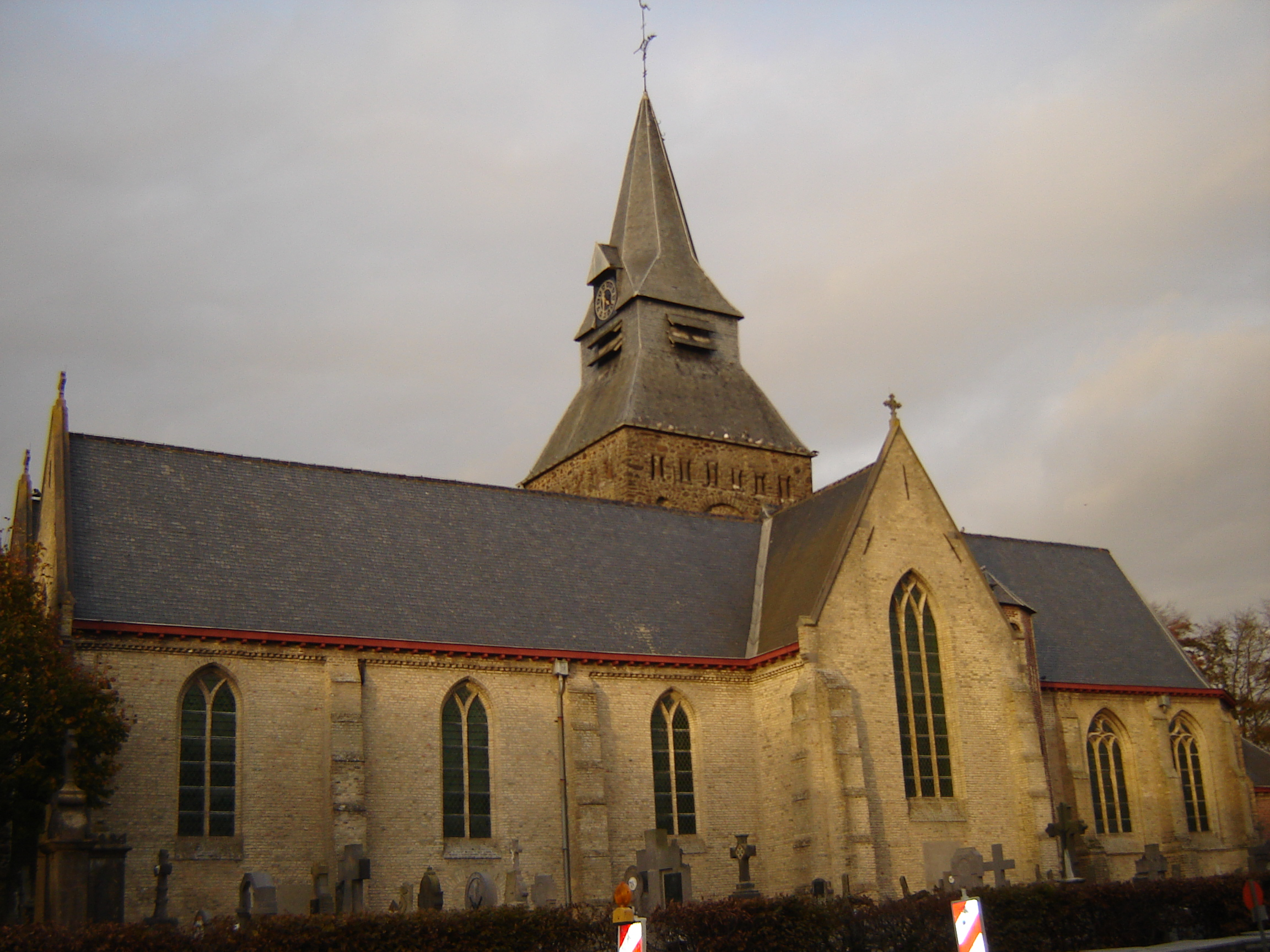
Sint-Martinuskerk

De Sint-Martinuskerk is de parochiekerk van de tot de West-Vlaamse gemeente Poperinge behorende plaats Haringe, gelegen aan het Haringeplein.

## Geschiedenis
De kerk was van oorsprong afhankelijk van de Abdij van Sint-Augustinus te Terwaan. Vermoedelijk werd na de brand van 1071 een romaans kerkgebouw opgericht. Het betrof een basilicale kruiskerk. De vieringtoren van de huidige kerk is een overblijfsel van dit gebouw.
Ook in 1123 en 1297 was er een kerkbrand. Omstreeks 1304 was de kerk weer herbouwd. Na de Beeldenstorm werd de kerk opnieuw ingrijpend herbouwd, en wel van 1591-1600. Zo ontstond een bakstenen laatgotische kerk. Ook werd toen de vieringtoren verhoogd met een klokkenverdieping. In 1853 werd een sacristie aangebouwd.

## Gebouw
Het betreft een driebeukige hallenkerk met transept. Hoofdkoor en zijkoren hebben elk een driezijdige koorsluiting. De toren is uitgevoerd in ijzerzandsteen. Hij heeft een vierkante plattegrond. Voor het koor bevindt zich een crypte van omstreeks 1000.

## Interieur
Het interieur stamt voornamelijk uit de late barok.
Twee schilderijen van 1771-1772 werden vervaardigd door Desremaux, en wel: Engelbewaarder begeleidt een kind op zijn weg door het leven en De extase van Theresia van Avila. Uit de 17e eeuw is een kruisafneming, naar een werk van Peter Paul Rubens. 
In gepolychromeerd hout werd een Christus op de koude steen vervaardigd in 1669. Verdere beelden zijn een Augustinus van Hippo, Catharina van Siena, Thomas van Aquino, Eligius en Nicolaas van Myra (alle 18e-eeuws). Ook een Petrus en een Andreas zijn van omstreeks 1725. Van 1749 is een Dominicus Guzman. Van omstreeks 1700 is een Barbara en een Onze-Lieve-Vrouw van Smarten is van de 18e eeuw. Een Appolonia, een Rochus van Montpellier en een Ambrosius van Milaan zijn van omstreeks 1700.
Het hoofdaltaar, gewijd aan Martinus, is van 1758. Het noordelijk zijaltaar, gewijd aan Onze-Lieve-Vrouw van de Rozenkrans, en het zuidelijk zijaltaar, gewijd aan het Heilig Kruis, zijn van omstreeks 1700. Er zijn twee biechtstoelen van begin 18e eeuw, een communiebank van 1775, koorgestoelte van 1782, deuren (16e en 18e eeuw), balustrade van het doksaal (1778) en doopvont (1778).
Het orgel is van 1778, uitgevoerd in Lodewijk XV-stijl door Lambert-Benoît Van Peteghem.